# District de Bazoft
Pour les articles homonymes, voir Bazoft (homonymie).
Le district de Bazoft (persan : بخش بازفت , bakhsh-e Bāzoft) est un district (bakhsh) situé dans la préfecture de Kuhrang dans la province du Tchaharmahal-et-Bakhtiari en Iran. Le district comprend deux districts ruraux (dehestān) de Bazoft Bālā et Bazoft Pāein et une ville Bazoft. Il s'agit du quartier d’été (sardsīr ou yaylāq en persan) pour de nombreux nomades bakhtiaris.

## Géographie et climat
Au cœur des monts Zagros, au pied du massif de Zard Kuh, le district de Bazoft est situé à environ 180 km à l'ouest de Shahrekord et 200 km à l'est de Masjed Soleiman et y est desservi par la route Shahrekord – Masjed Soleiman. Le climat y est marqué par des hivers froids avec des chutes de neige, du gel et de forts vents, des printemps doux et des étés chauds et secs. La saison des pluies s’étend de novembre à avril avec une moyenne annuelle de 1013 mm, faisant de Bazoft l'un des points d'Iran avec les plus fortes précipitations.
La rivière Bazoft, l'un des affluents du fleuve Karoun prend sa source dans le district de Bazoft à proximité du mont Zard Kuh.

## Flore et faune
Cette région montagneuse est dominée par les forêts de chênes. Parmi les autres essences représentatives de la région, on retrouve: le pistachier de l'Atlas, l’épine d'Espagne, le faux merisier, le micocoulier, le frêne de Syrie, l'érable de Montpellier, le prunus arabica ainsi que l'astragale et autres plantes piquantes dans les alpages.
Les montagnes situées autour du district de Bazoft accueillent une faune riche et variée, tels l'ours brun, le mouflon, la chèvre sauvage, le loup, le chacal, le renard, le sanglier ainsi que le porc-épic, le blaireau, la marte ou la tortue grecque.
De nombreux oiseaux, sédentaires et migrateurs peuvent également y être aperçu tels l'aigle, la grande aigrette, le héron cendré, la grue cendrée, le guêpier, la huppe fasciée, le rollier d'Europe, l'engoulevent d'Europe, le bruant mélanocéphale, la perdrix, le tétraogalle de Perse, le pic.

## Population
Lors du recensement de 2006, la population du district était de 14 270 habitants répartis dans 2 459 familles.
La population y est quasi exclusivement constituée de Lors Bakhtiaris avec en majorité des tribus de la branche Haft Lang, essentiellement la tribu Mowri, ainsi que la tribu Kiārsi dans les villages de Miān Dahān, Nāzi, Mahmud Abād, Tārom et Durak, la tribu Monjezi dans le village de Durak, la tribu Sheykh Robāt dans le village de Mavarz, la tribu Dināshi dans le village de Talkhehdān, les tribus Sehid et Gorouei dans le village de Seh Jū. Quelques tribus de la branche Tchahar Lang sont également présentes dans le village de Lebd.

## Galerie

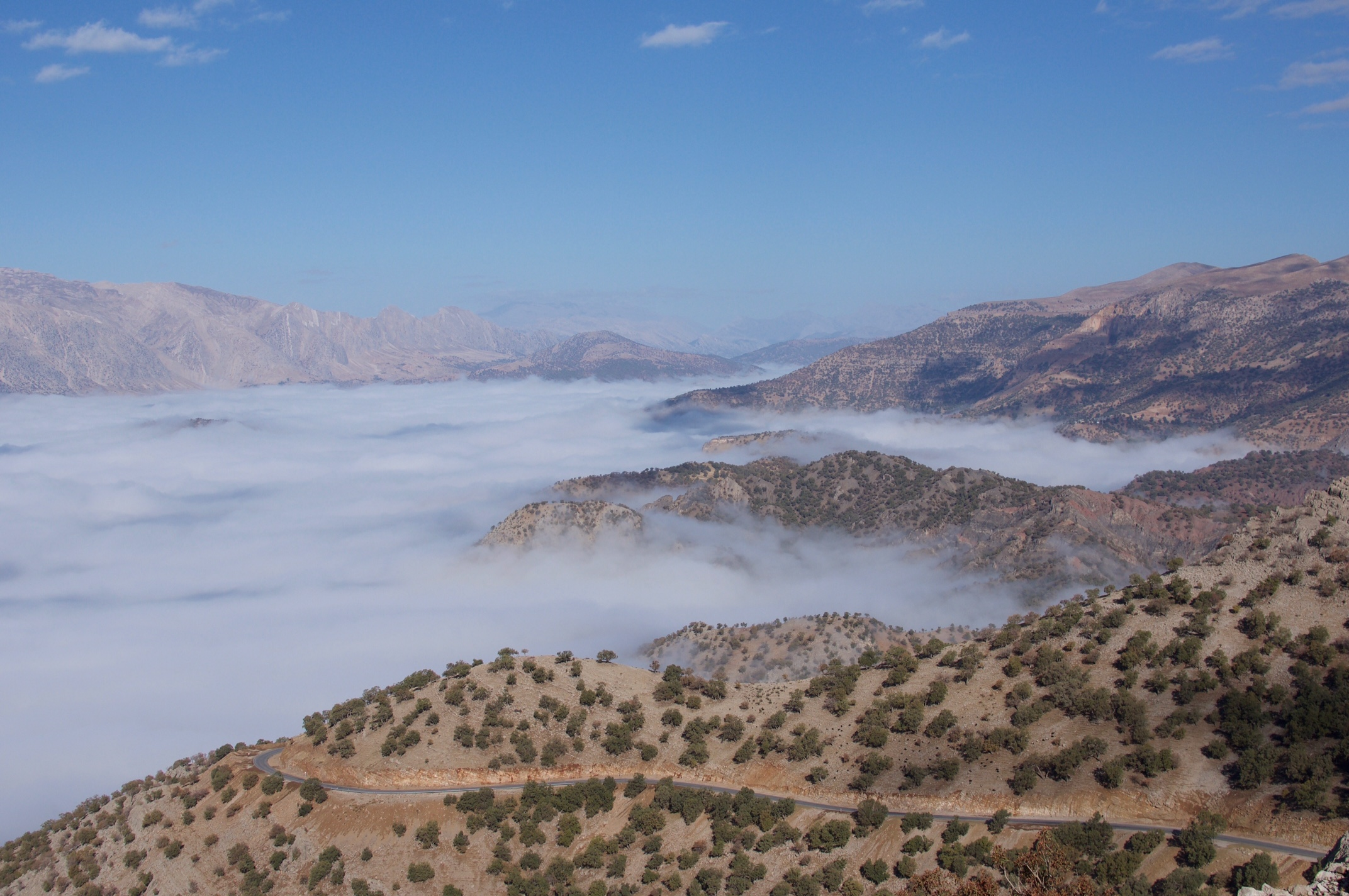
Vallée de Bazoft sous un épais brouillard
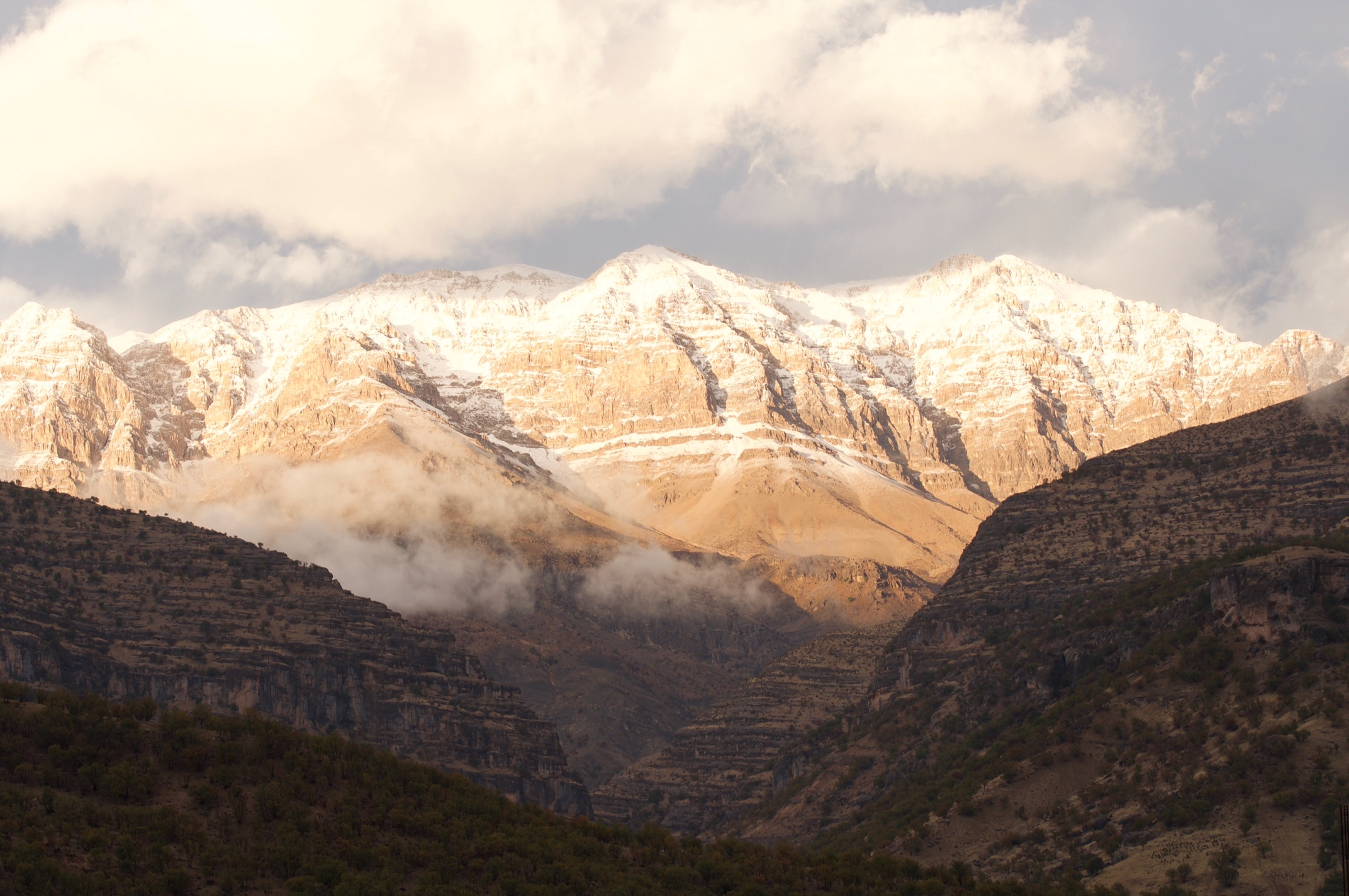
Le massif Zard Kuh depuis la ville de Bazoft
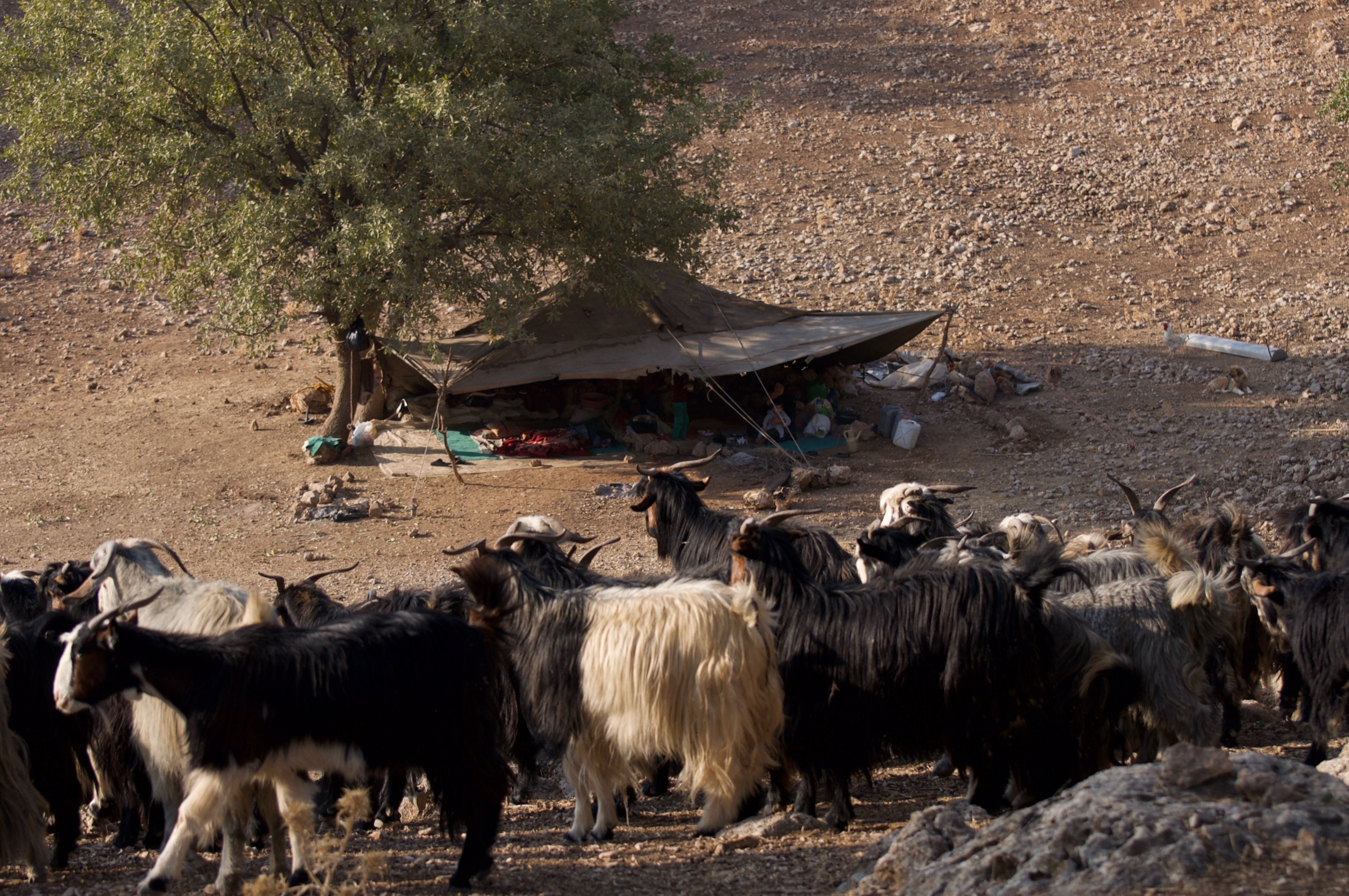
Campement de nomades Bakhtiaris
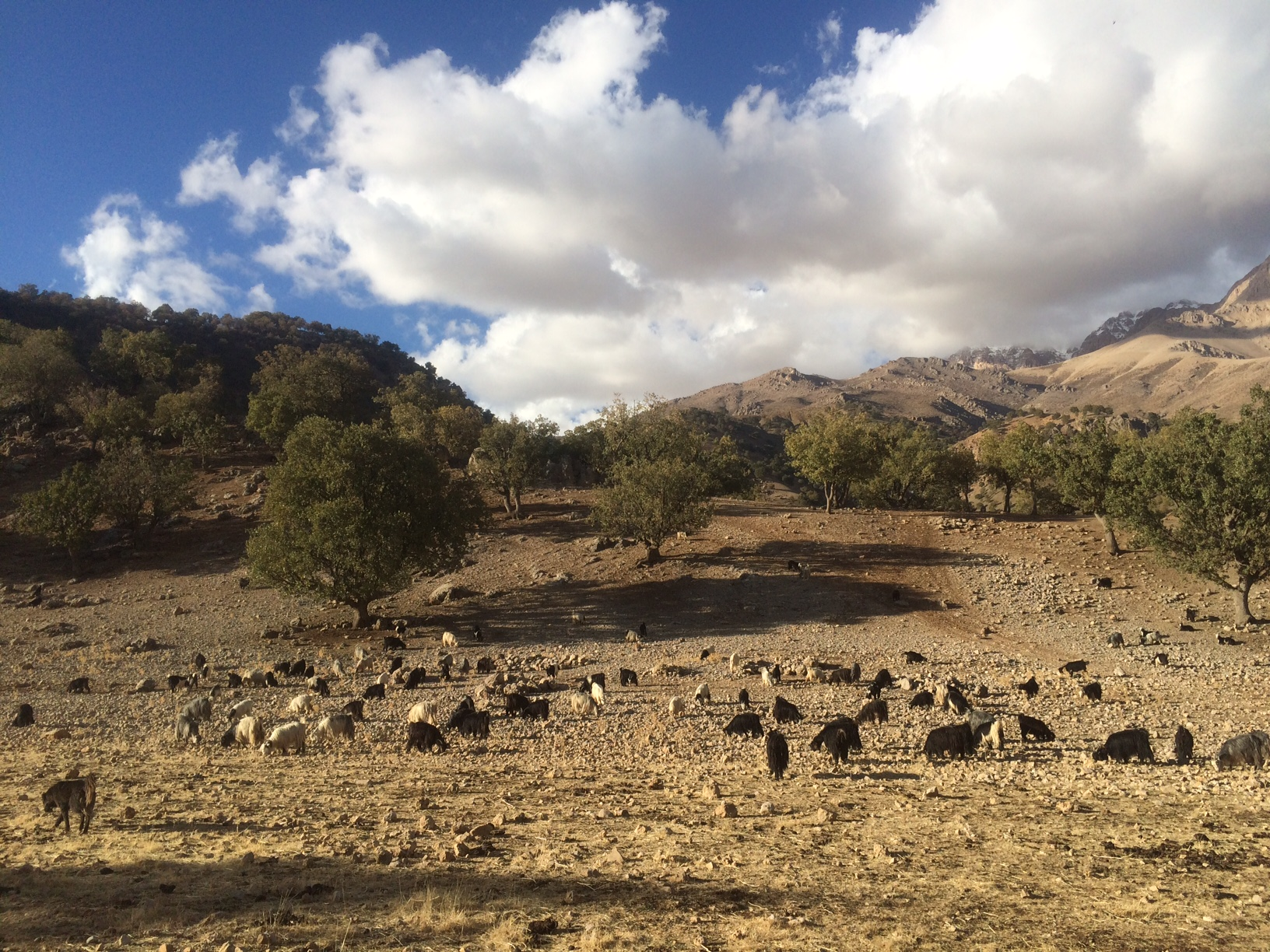
Chèvres et moutons pâturant dans les alpages
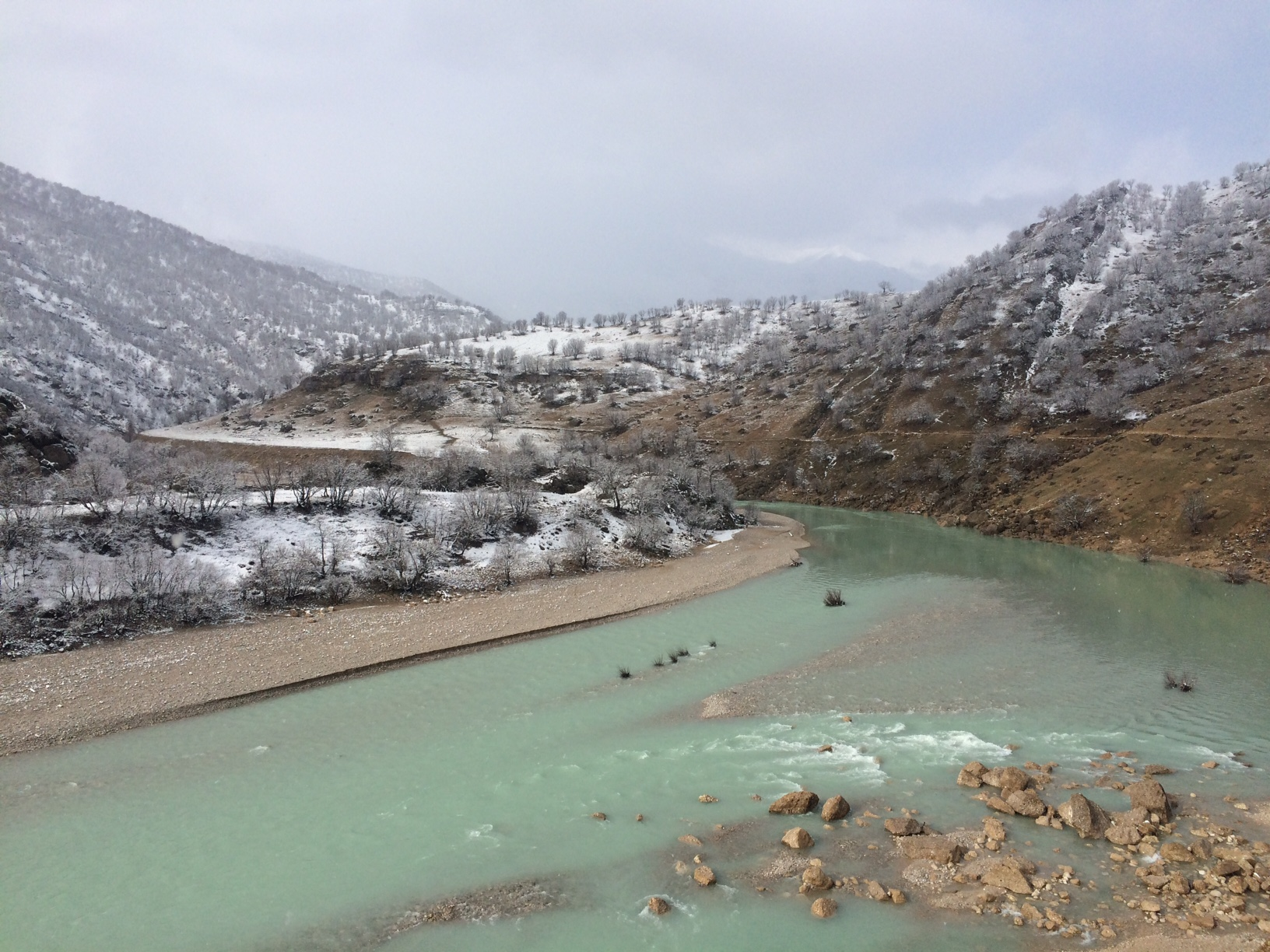
La rivière Bazoft en hiver
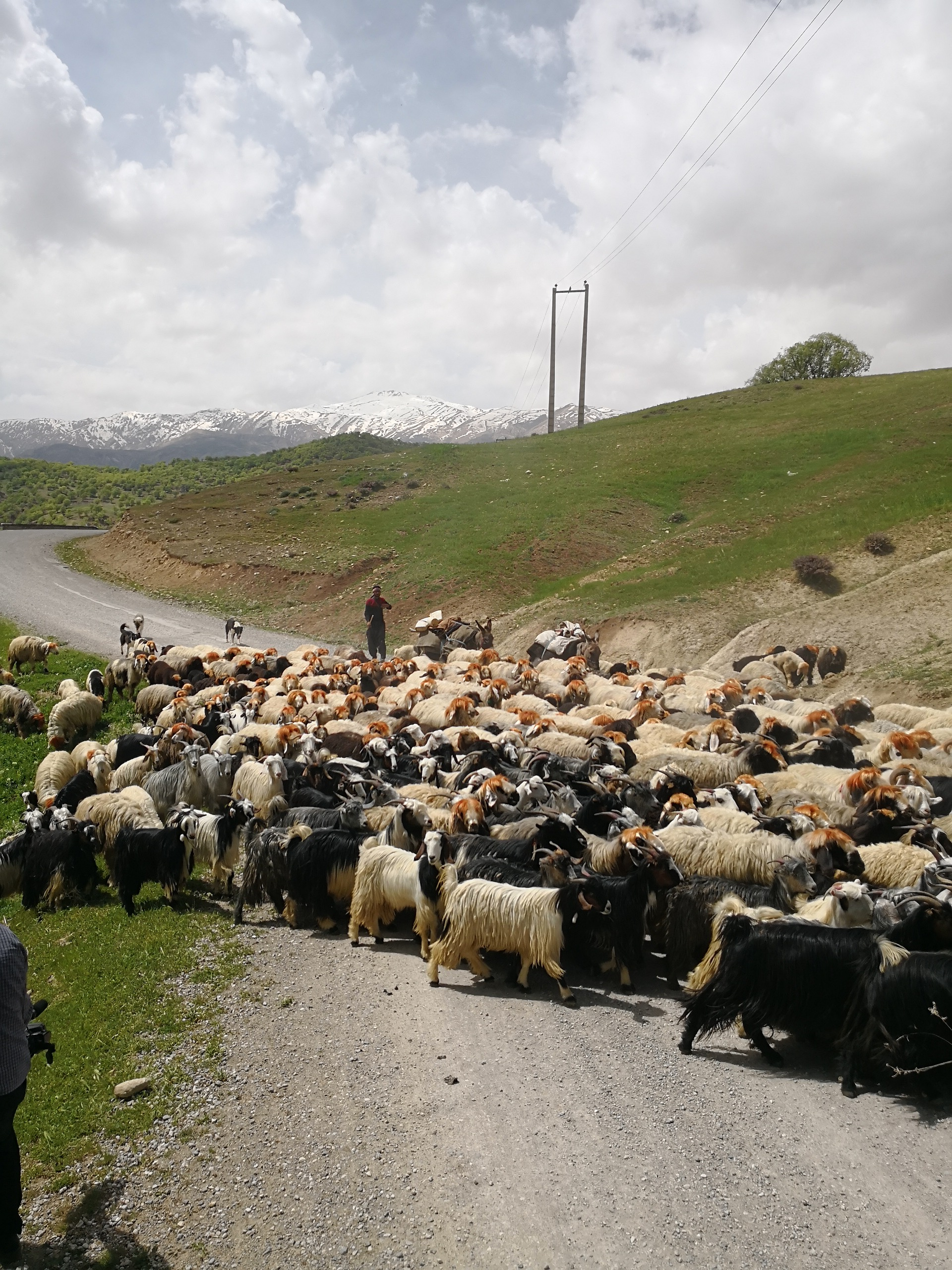
Nomades transhumant leur bétail dans le village d'Hossein Abad